# Bernardino Bilbao (provins)

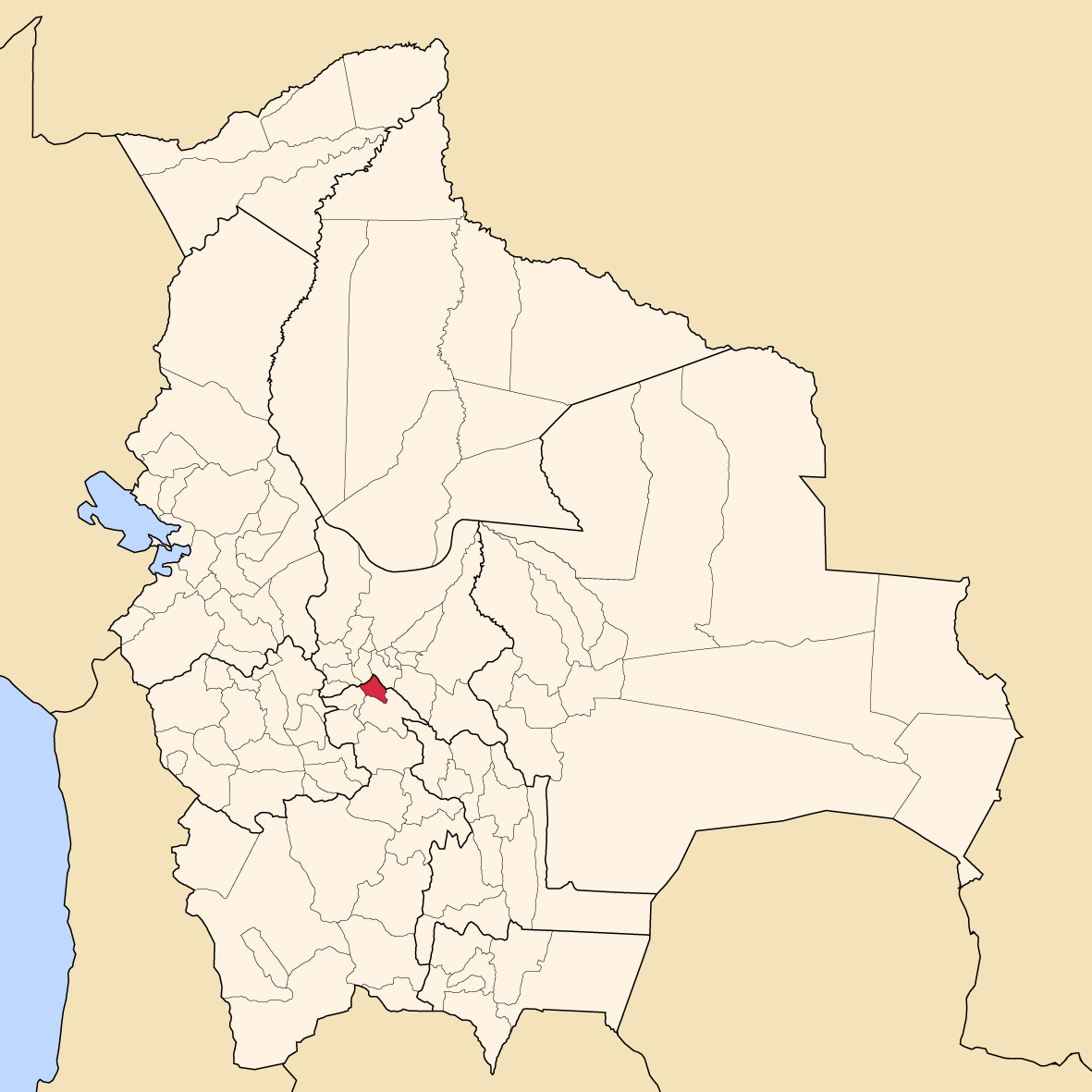
Provinsens läge i Bolivia

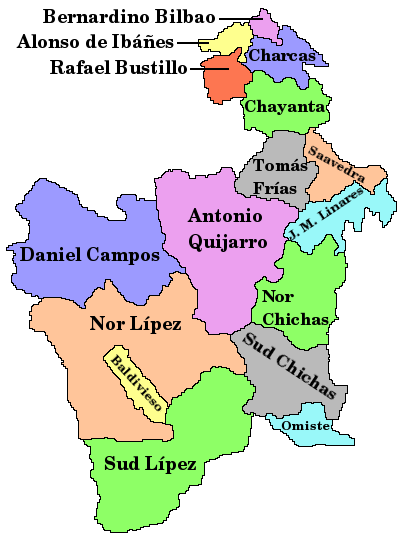
Provinser i Potosí

Bernardino Bilbao är en provins i departementet Potosí i Bolivia. Den administrativa huvudorten är Arampampa.